# 中田吉雄
中田 吉雄（なかた よしお、明治39年（1906年）10月30日 - 昭和60年（1985年）5月1日）は日本の政治家。参議院議員（3期、日本社会党）。
妻は日本初の女性弁護士で、鳥取県弁護士会長、日本弁護士連合会理事などを歴任した中田正子。

## 経歴
鳥取県八頭郡若桜町根安出身。竹次郎の長男。
1933年京都帝国大学農学部農林経済学科卒。1938年東亜研究所勤務、1945年若桜町農業会専務理事（以降農業関係の役職を歴任）、1947年4月鳥取県議会議員当選、1947年5月鳥取県議会議長。
1950年6月参議院議員（第2、3、5回通常選挙当選）、1954年参議院地方行政委員長、1955年日本社会党参議院副会長（1959年6月の第5回通常選挙では39票差で当選。次点者（宮崎正雄）より当選無効訴訟を提起、広島高裁松江支部での当選無効判決を経て1961年12月最高裁が高裁への差戻判決、1963年3月中田の勝訴判決確定）。
1965年6月参議院議員引退。1974年5月全国中小商工業団体連合会常任理事。1976年秋の叙勲で勲二等瑞宝章受章。1985年5月1日死去。死没日をもって正四位に叙される。